# Peter Reuter (Maler)
Peter Reuter (* 1. April 1936 in Hagen; † 7. November 2002 in Wuppertal) war ein deutscher Maler und Porträtist.

## Leben
In seiner westfälischen Heimat war er als „Allround-Künstler“ tätig. Er lernte sein Handwerk in der Hagener Privatkunstschule von Kurt Krüger. Später wechselte er zur Wuppertaler Werkkunstschule. 
Peter Reuter war Musiker, Tänzer, Dekorateur für Theater und Fernsehen, sowie Layouter für Zeitschriften und Modemagazinen. Durch seine Arbeit für die Modemarken Dior und Guerlain und seine Freundschaft zum Werbefachmann Charles Wilp kam er in Paris mit Weltstars in Kontakt, die sich von ihm porträtieren ließen. Unter ihnen waren Maria Schell, Marlene Dietrich, Marcel Marceau, Hildegard Knef, Jean Cocteau, Alfred Hitchcock, Willy Brandt, Klaus Kinski, Geraldine Chaplin. Besondere Aufmerksamkeit widmete Reuter der französischen Schauspielerin Cécile Aubry, die er in zahlreichen Werken darstellte.
Die größte Ausstellung seiner Werke fand 1968 im Karl-Ernst-Osthaus-Museum in Hagen statt. 1970 kaufte die britische Hard-Rock-Band Black Sabbath eine Kreidezeichnung von Peter Reuter und verwendete sie als Titelbild eines Plattencovers. 
In monatelanger Kleinarbeit entstanden 19 Symbolbilder in der post-impressionistischen Pointillismus-Technik. Als Gegenpol zu dieser hochkonzentrierten Arbeit schuf Peter Reuter mehrere hundert Landschaftsbilder in Pigment auf Bütten. Dritter Schwerpunkt des Malers war die Portraitmalerei. Charakteristisch für einige seiner Werke sind die versteckten Katzen und Eulen; insbesondere die Katze in der Portraitserie von Cécile Aubry. 
Mitte 1972 zog sich Peter Reuter aus der Öffentlichkeit zurück. Er zog in eine Mansardenwohnung in Wuppertal-Unterbarmen. Unterstützung fand er durch den Hagener Kunstmäzen Helmut Schuster. Der Geschäftsmann und Inhaber der ersten Boutique in der Bundesrepublik erwarb einen Großteil der Werke Peter Reuters und finanzierte damit den Lebensunterhalt des Künstlers. 
Am 7. November 2002 starb Peter Reuter an den Folgen einer Bronchitis. Beigesetzt wurde er in Hagen.